# (78799) 2002 XW93
(78799) 2002 XW93, também escrito como (78799) 2002 XW93, é um objeto transnetuniano que está localizado no Cinturão de Kuiper, uma região do Sistema Solar. O mesmo possui uma magnitude absoluta de 5,5 e tem cerca de 565+71
−73 quilômetros de diâmetro. Devido ao seu tamanho relativamente grande, o mesmo é considerado um forte candidato a ser classificado como planeta anão.

## Descoberta
(78799) 2002 XW93 foi descoberto no dia 10 de dezembro de 2002 através do observatório Palomar.

## Órbita
A órbita de (78799) 2002 XW93 tem uma excentricidade de 0,246, possui um semieixo maior de 37,580 UA e um período orbital de cerca de 231 anos. O seu periélio leva o mesmo a 28,350 UA do Sol e seu afélio a uma distância de 46,811 UA.